# Rock and roll

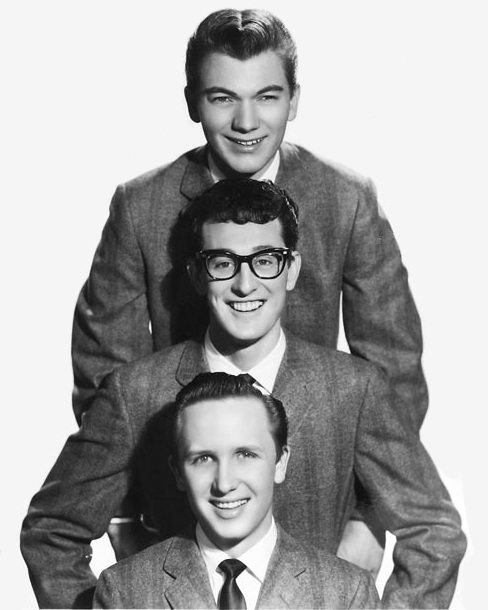
Buddy Holly y su grupo, en un promocional.

El rock and roll o rocanrol (también rock 'n' roll o rock & roll) es un género musical de ritmo marcado, derivado de una mezcla de diversos géneros de música folclórica estadounidense (doo wop, rhythm and blues, hillbilly, blues, country y wéstern son los más destacados) y popularizado desde los años 1950. El cantante más popular fue Elvis Presley; su guitarrista más influyente, Chuck Berry; su pianista más importante, Jerry Lee Lewis y sus precursores más destacados fueron The Everly Brothers, Ike Turner, Buddy Holly, Roy Orbison, Carl Perkins, Eddie Cochran, Gene Vincent, Little Richard, Bo Diddley, Fats Domino, Bill Haley y Sister Rosetta Tharpe, entre otros. La expresión rock and roll ya venía utilizándose en las letras del rhythm and blues desde finales de la década de 1930, pero fue el locutor estadounidense Alan Freed, quien comenzó a utilizarla para describir el estilo.

## Significado del término

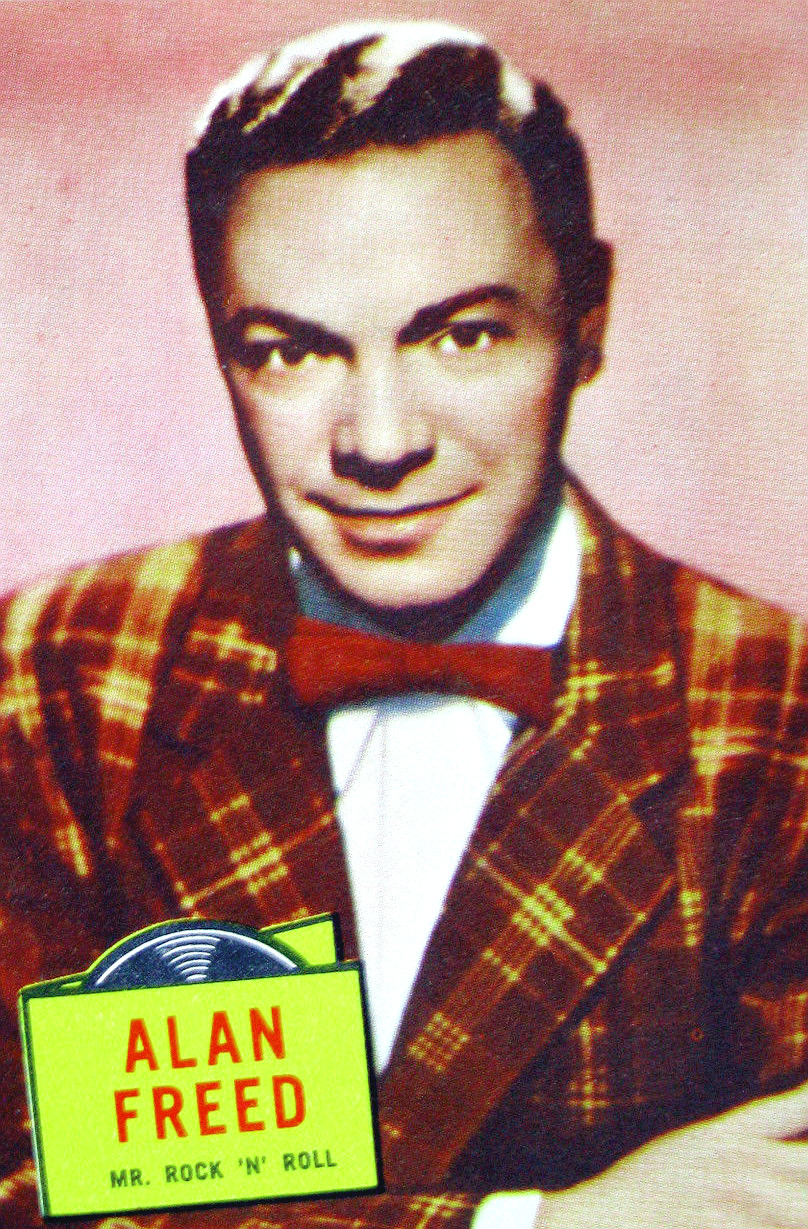
El locutor Alan Freed popularizó el término rock and roll

El vocablo rock and roll proviene de la jerga usada por los afroamericanos durante la primera mitad del siglo xx, con connotaciones aparentemente sexuales. Según la Real Academia Española el término «rock and roll» se refiere a un género musical característico y popularizado en los años 50, mientras que «rock», además de un significado que equivale a «rock and roll», puede referirse también a «cada uno de los diversos géneros musicales derivados del rock and roll». Con todo, en la práctica existen muchos artistas dentro de la música rock que, sin realizar rock and roll al estilo de los 50, continúan denominando a su música «rock and roll» al considerarla directamente heredera de aquella.
Por otro lado, el Diccionario de la lengua española reconocía, en su vigésima segunda edición, el término rock and roll como voz inglesa a modo de anglicismo, en la vigésima tercera edición el artículo ha sido enmendado tomando «rocanrol» como término en español derivado del inglés.
Literalmente, el término rock and roll hace referencia a dos tipos de movimiento: por un lado, rock es un movimiento de adelante atrás y de atrás adelante (como el de una mecedora, que en inglés se denomina rocking chair); y por otro lado, roll es un movimiento de balanceo vertical alternado (traducido en términos de aeronavegación como alabeo).

## Historia

### Origen del término
El disc-jockey estadounidense Alan Freed comenzó a transmitir por radio rhythm and blues para una audiencia de diversos orígenes no étnicos. A Freed se le atribuyó ser el primero en utilizar la expresión rock and roll para describir la música que difundía; su uso también se le ha atribuido a Leo Mintz, patrocinante de Freed, quien lo impulsó a difundir ese estilo de música.
La expresión a su vez, fue tomada por Freed de la propia música negra que difundía que solía contenerla en las letras de las canciones, como el tema Rock and rolling (1939) de Bob Robinson, Rock and rolling mamma (1939) de Buddy Jones y Cherry Red (1939) de Big Joe Turner. Tres diferentes canciones con el título Rock and roll fueron grabadas a finales de la década de 1940, creadas por Paul Bascomb en 1947, Wild Bill Moore en 1948 y Doles Dickens en 1949. Para entonces la expresión era de uso común en las letras del R&B. En 1949 Erline Harris, grabó el tema Rock and Roll Blues, en el que repite constantemente la expresión y que le valió el apodo de Erline «Rock and Roll» Harris.
La expresión también fue incluida en 1950 en la publicidad para el filme Wabash Avenue, protagonizado por Betty Grable y Victor Mature, donde se decía que Grable era «la primera dama del rock and roll».

### Primeros cantantes y orígenes
En la década de 1950, en Estados Unidos, los adolescentes buscaban nuevos sonidos, nuevas sensaciones. Por primera vez, una música se dirigía directamente a ellos: el rock and roll.
En tiempos de la esclavitud en Estados Unidos las comunidades negras desarrollaron un potencial musical en el que predominaban los cánticos religiosos y ritmos propios que marcaban los días de trabajo en las diversas plantaciones que habitaban en aquel entonces. A nivel musical, la influencia de los ritmos y sonidos africanos se hacían presentes generando un estilo propio y diverso que luego se materializó en el blues, el cual se convertiría en el ingrediente musical que más tarde revolucionaría la música a nivel mundial. Por otro lado también la influencia de los músicos blancos a través del género musical denominado country y la aparición de la guitarra eléctrica daría nacimiento a lo que se llamó rhythm and blues, padre del rock and roll.
El término rock and roll empezó a utilizarse para aminorar musicalmente el popular ritmo rhythm and blues, el cual denotaba en demasía las luchas raciales para la época, y aunque en esencia los dos géneros musicales representaban lo mismo, se quiso diferenciar uno del otro para dar paso a los cantantes blancos y a la música que no mencione el conflicto racial.[cita requerida]
Sus inicios combinan elementos del blues, del boogie-woogie y del jazz, con influencias de la música folclórica apalache, (hillbilly), góspel, country y wéstern especializado. Suele acreditarse a Muddy Waters como al músico que «pavimentó» el camino hacia el rock and roll.
Hay quienes datan su origen en 1954, con el trabajo discográfico de Bill Haley y su grupo Bill Haley & His Comets, especialmente con Crazy man crazy (1954) y su gran éxito Rock Around the Clock (1954), o con las grabaciones de Elvis Presley en la Sun Record de Memphis donde Elvis, junto a los músicos Bill Black en contrabajo, Scotty Moore en guitarra y Sam Phillips en la consola de grabación, fusionaron el rhythm blues, country y góspel convirtiéndose en precursores del género rockabilly. Otros consideran como creador a Chuck Berry o a Little Richard. También es posible que se haya originado con los trabajos discográficos The Fat Man de Fats Domino (1949) Y Rocket 88 de Ike Turner (1951). Entre los músicos destacados de la época se pueden citar a Jerry Lee Lewis, Bo Diddley, Fats Domino, Buddy Holly, Eddie Cochran, Chuck Berry y Gene Vincent, entre otros.

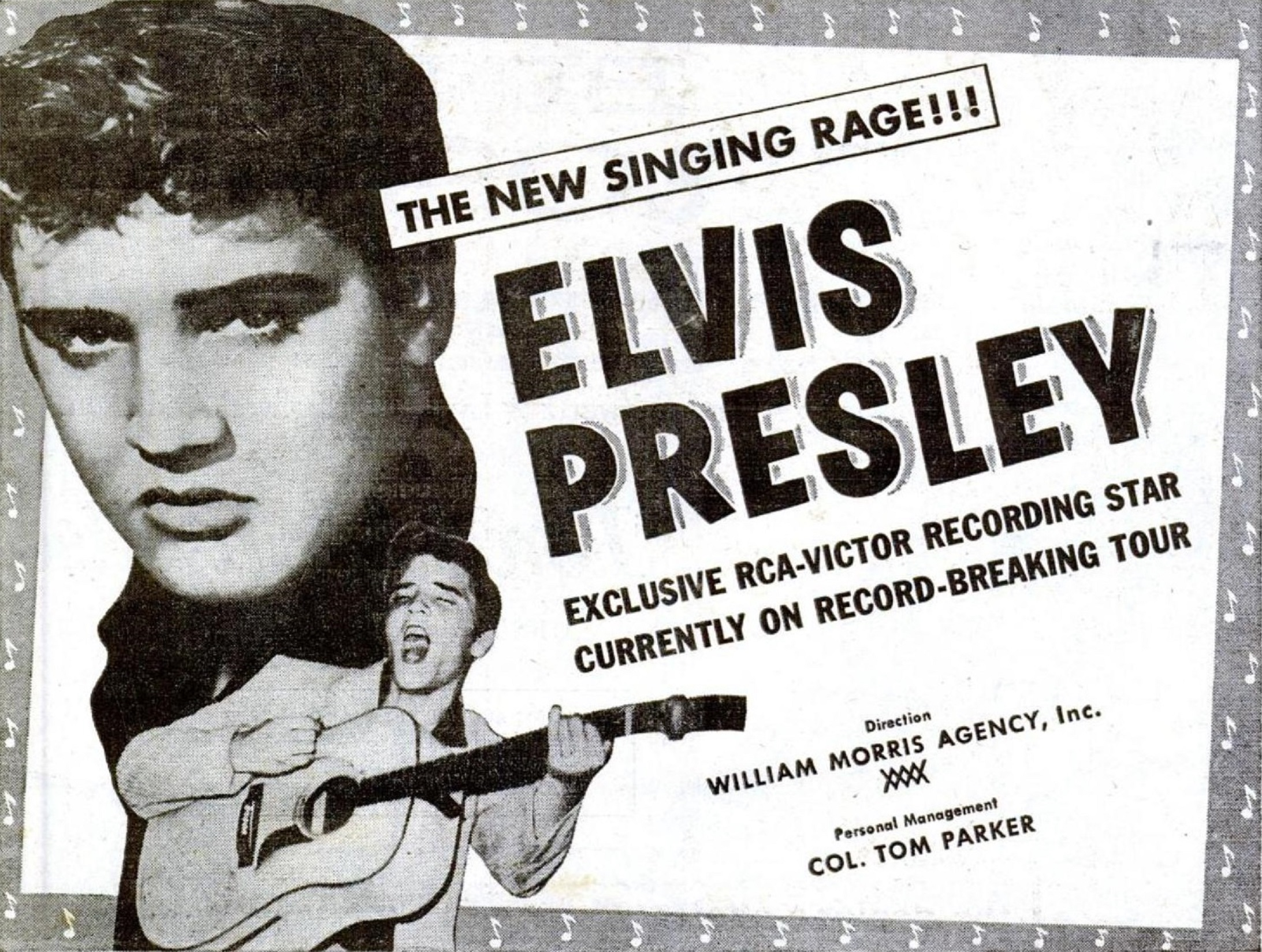
Letrero publicitario de Elvis Presley

### Elvis Presley
Elvis Presley es considerado el mito fundacional del rock and roll y su piedra angular. Iba a convertirse en héroe y rey de dicho estilo musical y cultural. El mismo Little Richard comentaría: Elvis fue un integrador. Una bendición. No dejaban que la música negra apareciera y él nos abrió la puerta. Elvis reunió dos cualidades que resultarían esenciales para afrontar los problemas raciales estadounidenses de ese momento, era étnicamente blanco y cantaba como un negro. Tommy Hunt, estrella del soul y admirador de Elvis, le atribuye su éxito a esa misma cualidad. Dado que los nuevos sonidos que se estaban gestando en ese momento sonaban demasiado afroamericano en manos de Berry o Little Richards, quienes aún se mantenían más cercanos al rhythm and blues siendo considerados artistas de ese género apenas unos años antes o demasiado blando y blanco en manos de Bill Halley, Elvis logró enmendar eso, logrando un producto lo suficientemente negro como para no perder sus orígenes y a la vez lo suficientemente blanco como para conquistar al nuevo público. Elvis ni siquiera sabía que estaba haciendo rock and roll, motivo por el cual durante algún tiempo su circuito se sostuvo en los locales dedicados al country y al western. Elvis reunió todos los requisitos para convertirse en un ídolo exclusivo de los rebeldes teenagers; no era afroamericano como Berry ni algo entrado en años como Bill Halley, vocalmente podía pasar de un tono meloso al grito del gettho negro, combinado con una imagen atlética, sensual, juvenil y desafiante. Su mérito fue exteriorizar lo que él llevaba dentro y lograr una mezcla de country, western y hillbilly con el blues sureño y el góspel de la iglesia que frecuentaba. No faltaron sin embargo aquellos que en el revisionismo histórico actual, han querido minimizar el aporte musical de Elvis frente al de artistas afroamericanos como Berry o Richard, relegándolo todo a cuestiones meramente raciales sin tomar en cuenta la serie de cualidades que Elvis reunía para convertirse en la figura más destacada de la nueva ola.
Por su parte, Elvis nunca dejó de reconocer el aporte de los artistas afroamericanos cuando en 1968 expresó La música de Rock and Roll es básicamente gospel y rhythm blues.
El periodista británico Roy Carr de New Musical Express considera que fue con las grabaciones de Elvis en la compañía Sun Records donde se creó el combo básico del rock y que a pesar de que artistas como The Beatles, Credence o Bob Dylan trataron en algún momento de rendir homenaje a ese sonido, nunca lograron recrear ni la inocencia ni la esencia de esas grabaciones.
El crítico Nick Cohn expresó: Lo que el rock necesitaba en aquel momento para despegar era un héroe universal, un símbolo. Alguien que fuera muy joven, especial, incompartible —una propiedad exclusiva de los teenagers—. Alguien que pudiera cristalizar el movimiento entero, darle tamaño y dirección. Evidentemente, Bill Haley  no daba la medida, pero Elvis sí que la daba.
Su gran contribución fue el demostrar hasta qué punto podía llegar la capacidad económica de los teenagers. Antes de Elvis, el rock había sido un gesto de vaga rebelión; en cuanto él llegó se convirtió en algo sólido y de contenido propio, que imprimió su estilo en la ropa, en el lenguaje y en el sexo; una total independencia en casi todos los aspectos, en cosas que hoy se dan como aceptadas.
Fue entonces cuando se dio la mayor ruptura de los «teen», y Elvis fue quien la provocó. De este modo, y sin ni siquiera habérselo propuesto, se convirtió en una de las personas que han afectado de una forma más radical la manera de vivir y de pensar de la gente.
De la misma manera el escritor y periodista especializado de la revista «Rock and Pop» Marcelo Gobello, considera que solo Elvis puede ser considerado como padre y rey del rock and roll.
La irrupción de Presley en escena hizo que artistas que comenzaban a surgir en ese mismo período, como Buddy Holly, quien lo conociera durante un recital de Elvis en Lubbock, Texas, se inclinasen por el rockabilly de manera definitiva y al mismo tiempo inspiró a Sam Phillips a continuar buscando talentos para su compañía Sun Records luego de que este vendiese el contrato de Elvis a la RCA, surgiendo de allí artistas como Johnny Cash y Jerry Lee Lewis entre otros.

#### Compositores legendarios
Fats Domino es el primero de los grandes compositores de rock and roll. Con una sólida carrera en el circuito de rhythm and blues desde los años 40 a muy temprana edad, fue el artista más popular de los años 50 a nivel de ventas tras Elvis Presley, firmando estándares del género como "The Fat Man", considerada por muchos críticos el punto de partida de la música rock, "Blue monday", "Blueberry hill" o "Ain't that a shame".
Johnny Otis surgió como descubridor, padrino, mentor, productor y descubridor de numerosas luminarias del rhythm and blues y el rock and roll en la primera mitad de los 50. De su pluma salieron canciones como "Dance with me Henry", "Every beat of my heart" o "Willie and the Hand Jive". También fue coautor de la celebérrima "Hound Dog", aunque perdió el litigio que mantuvo con el equipo de composición Leiber-Stoller y nunca ha aparecido acreditado como tal. 
Carl Perkins a partir de 1955 compuso temas dentro del estilo rockabilly como «Blue Suede Shoes», «Matchbox», «Honey Don't» y «Everybody's trying to be my baby», algunos de los cuales alcanzarían los primeros puestos del Billboard y serían versionados a lo largo de los años por diversos artistas como Elvis, The Beatles y posteriormente Stray Cats. Algo similar ocurría con Chuck Berry y composiciones como "Johnny B. Goode" o "Sweet Little Sixteen" aunque en este último caso y pese a que nunca fue reconocido como tal, la autoría de varios de sus temas fue disputada por el pianista Johnnie Johnson. De cualquier manera, el legado y la importancia de Chuck Berry como compositor, letrista y guitarrista es quizá el más vasto e influyente de entre todos sus contemporáneos y la lista de artistas de rock que le han citado como su influencia principal es interminable. También Little Richard fue un prolífico compositor, dejando ejercicios de estilo en temas como "Lucille", "Sleepin' and slidin'", "Long tall Sally", o su más famosa contribución Tutti Frutti. Tanto Elvis como The Beatles entre otros muchos recurrieron con frecuencia a su repertorio. A la sombra de Little Richard (que fue su mentor y amigo de por vida) y como «imitador» de su estilo, Larry Williams, dejó un legado de grandes temas como "Bonny Moronie", "Short Fat Fannie", "Dizzy Miss Lizzy", "Bad boy" o "Slow down", habituales también en el repertorio de The Beatles y muchos otros grupos británicos.
Otro autor cuya obra fue sumamente influyente, especialmente entre los grupos británicos de principios de la década de los 60 y en los artistas New Wave de finales de los 70, fue Buddy Holly con canciones como "That'll be the day", "Peggy Sue", "Oh boy" o "Not fade away", esta última basada en el patrón rítmico habitualmente usado por Bo Diddley en su tema homónimo y en otras creaciones suyas como "Who do you love", el cual también inspiró a una pléyade de músicos en las décadas de los 60 y 70, llevando su influencia hasta géneros como el rap y el hip hop.
En el campo exclusivo o principalmente de la composición el dúo Robert "Bumps" Blackwell-John Marascalco escribieron algunos de los más recordados temas de Little Richard como "Good golly Miss Molly", "Ready Teddy", "Rip it up". Compartiendo apellido pero sin relación, Otis Blackwell compuso un sinfín de estándares de rock and roll como "All Shook Up" y "Don't be cruel", para Elvis Presley o "Great balls of fire" y Breathless para Jerry Lee Lewis, además de la célebre Fever, canción versionada por decenas de artistas. El matrimonio Felice y Boudleaux Bryant, creadores de muchos éxitos de los Everly Brothers como "Bye Bye Love" o "Wake Up Little Susie" o los formados por Barry Mann-Cynthia Weil y Gerry Goffin-Carole King. El dúo Doc Pomus-Mort Shuman, creadores de otra larga lista de canciones a la postre exitosas para Elvis como "Little Sister", "Suspicion", "(Marie's the Name) His Latest Flame" o la adaptación de la canción napolitana "Torna a Surriento" ("Surrender"), y responsables además de éxitos de otros muchos artistas como Ray Charles ("Lonely Avenue"), Dion and The Belmonts ("A teenager in love"), The Drifters ("Save the Last Dance for Me"), ("Sweets for My Sweet") o Fabian Forte ("Turn me Loose"). Quizá los más afamados, prolíficos e influyentes compositores de la era del rock and roll fueron el dúo compuesto por Jerry Leiber y Mike Stoller cuyas creaciones desde principios de los 50 como "Hound Dog" o Kansas City han sido uno de los pilares principales sobre los que se ha construido el rock. Sus composiciones para The Coasters en temas como "Yakety yak", "Young blood", "Riot in cellblock #9" o "Along came Jones" son solo superadas en relevancia por su contribución al repertorio de Elvis con canciones arquetípicas del género como son la ya citada "Hound Dog", "King Creole", "Trouble" o "Jailhouse Rock".

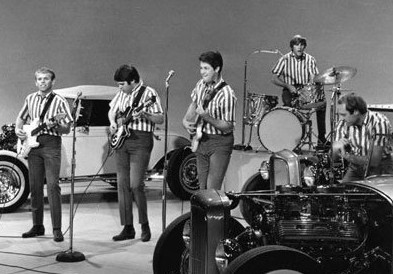
The Beach Boys a comienzos de los 60

### Desarrollo y evolución
A partir de Presley tanto en Estados Unidos como en Inglaterra nace de la música y la imagen estética impuesta principalmente por él, la subcultura del rocker o de los roqueros. La puesta en escena de Elvis que se vería reflejada en varios de los filmes que realizase en ese período, daría origen con la coreografía del Jailhouse Rock dentro de la película homónima, al primer videoclip de la historia. Igualmente y sin proponérselo, años más tarde en 1968 crearía un antecedente para lo que luego sería el unplugged.
Para finales de los 50 y comienzos de los 60, los responsables de la industria de la música iban a condenar el producto y en un intento de suavizarlo y recortarlo, surgieron artistas como Pat Boone con versiones grabadas de temas de Little Richard como «Tutti Frutti» y se creó una legión de bellos jóvenes crooners como Frankie Avalon, Ricky Nelson y Fabian Forte quienes prosperaron y servirían esencialmente como los Perry Comos y Bing Crosbys de una nueva generación de oyentes. En 1958 Presley había sido reclutado al ejército, Buddy Holly junto a Richie Valens y Big Booper habían muerto en un accidente aéreo y Little Richard se había inclinado hacia la religión. La era dorada del rock and roll se estaba agotando. Surge en esos momentos otra variante musical dentro del rock and roll, más orientada hacia el baile, el twist, con artistas como Chubby Checker o grupos como Sam the Sham and the pharaohs. La música entera pasaría a una fase caracterizada por una mayor sofisticación como el sonido orquestal erigido por Phil Spector, the «hit factory» y las armonías vocales plasmadas en las canciones de una vida de ensueño en torno al surf creadas por The Beach Boys. No es sino a partir de los años 1960 cuando decae y deja de ser el ritmo que representaba a los jóvenes rebeldes en los 50, dando paso al género denominado rock o música rock, que marcaría un hito entre la naciente generación joven de los 60. A mediados de los 60, la sofisticación musical que iba surgiendo, permitió alcanzar una mayor libertad y variedad de estilos.
De esa manera, de él nacieron distintos subgéneros como el rockabilly o el hard rock (o rock duro), y fenómenos como el de los teen idols o las girl groups, estos últimos patrocinados principalmente por Phil Spector y de él han derivado géneros como el garage rock, el punk rock, el rock progresivo, el glam rock, rock gótico y, entre todos ellos, siguen existiendo elementos comunes provenientes del rock and roll. Así, a algunos artistas de hard rock como AC/DC y Mötley Crüe les agrada definirse como músicos de rock and roll, para poner en evidencia su influencia musical.

## Análisis musical

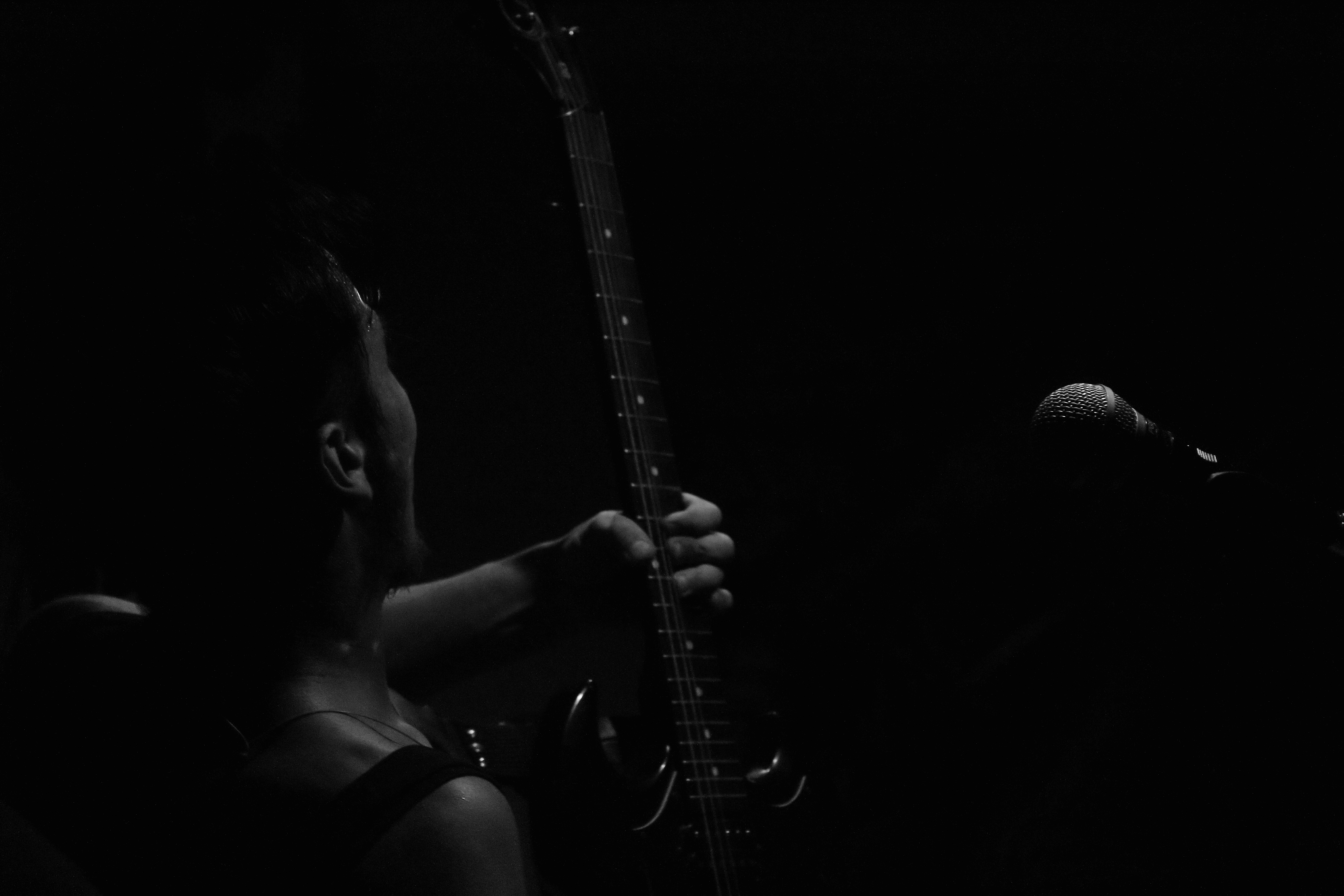
La guitarra eléctrica es un instrumento esencial en las canciones y shows de rock and roll.

En sus inicios y en el estado menos evolucionado, el término rock and roll fue utilizado para designar al estilo de rhythm blues más acelerado.
Aparte de la guitarra, la batería y el piano fueron elementos igualmente fundamentales.
El rock and roll sigue la estructura del blues, encontrándose canciones de 12, 16 u 8 compases. El ritmo generalmente está en compás de 4/4, recayendo cierta acentuación en los tiempos 2 y 4, siendo esta marcada por un agresivo golpe en la caja de la batería en los tiempos mencionados.
La improvisación también juega un papel dentro del género, utilizando la escala pentatónica con un par de alteraciones, lo que pasará a ser conocido posteriormente como «escala de blues».